# Liste der Monuments historiques in Bourgheim
Die Liste der Monuments historiques in Bourgheim führt die Monuments historiques in der französischen Gemeinde Bourgheim auf.

## Liste der Bauwerke
| Bezeichnung                | Beschreibung           | Standort                 | Kennzeichnung | Schutzstatus | Datum | Bild           |
| -------------------------- | ---------------------- | ------------------------ | ------------- | ------------ | ----- | -------------- |
| Simultankirche St-Arbogast | ab dem 12. Jahrhundert | Rue de Zellwiller (Lage) | PA00084638    | Inscrit      | 1986  | weitere Bilder |